# Germania (letecká společnost)
Germania (Germania Fluggesellschaft mbH) byla soukromá německá letecká společnost se sídlem v Berlíně a hlavní základnou na Schönenfeldském letišti. Letecké základny měla na letišti v Brémách, Drážďanech, Düsseldorfu, Erfurtu–Weimar, Hamburku a Münsteru–Osnabrück. Operovala pravidelné a charterové lety po Evropě a dalších destinacích. Tato společnost byla založena v roce 1978 jako Special Air Transport. V roce 2009 přepravila 2,5 milionů cestujících a v létě 2014 měla přibližně 850 zaměstnanců.
Germania vyhlásila 4. února 2019 konkurs a ukončila veškeré lety. Důvodem krachu byla dlouholetá ztrátovost a nedostatek kapitálu.
Společnost několik měsíců v roce 2017 provozovala pravidelné letecké spojení Düsseldorf – Karlovy Vary.

## Flotila

### Současná
Flotila Germanie se v květnu 2016 skládala z 22 letadel, průměrného stáří 13 let.
| Letadlo         | Počet | Objednávky | Cestující | Cestující | Poznámky                           |
| Letadlo         | Počet | Objednávky | Y         | Celkem    | Poznámky                           |
| --------------- | ----- | ---------- | --------- | --------- | ---------------------------------- |
| Airbus A319-100 | 8     | –          | 150       | 150       |                                    |
| Airbus A320neo  | –     | 25         | 180       | 180       | První dodávky měly být v roce 2020 |
| Airbus A321-200 | 4     | –          | 215       | 215       |                                    |
| Boeing 737-700  | 10    | –          | 148       | 148       | Měly být vyřazeny do roku 2020     |
| Celkem          | 22    |            |           |           |                                    |

### Historická
V minulosti Germania provozovala následující typy letadel:
- Boeing 737-300
- Fokker 100